# トロポニンC
トロポニンC（英: troponin C）とはトロポニン複合体の構成要素の1つ。トロポニンCは鉄アレイ状の構造をしており、N lobeとC lobeそれぞれにEFハンド構造を形成する２つの潜在的なカルシウム結合部位を持つ。N lobeにはCa2+を特異的に結合する調節的カルシウム結合部位があり、カルシウム濃度依存的にトロポニンＩのC末端側領域と結合し筋収縮を調節する。一方、C lobeにはCa2+とMg2+を結合する構造的カルシウム結合部位があり、カルシウム濃度に関係なくトロポニンＩのN末端領域に結合している。遅筋と心筋には、N lobeの調節的カルシウム結合部位の１つがカルシウム結合能を持たない同じアイソフォームが発現している。
組織特異的アイソフォーム
- Slow skeletal/cardiac troponin C, TNNC1 (3p21.3-p14.3, Online 'Mendelian Inheritance in Man' (OMIM) 191040)
- Fast skeletal troponin C, TNNC2 (20q12-q13.11, Online 'Mendelian Inheritance in Man' (OMIM) 191039)